# Suak Lokan
Suak Lokan is een bestuurslaag in het regentschap Aceh Selatan van de provincie Atjeh, Indonesië. Suak Lokan telt 937 inwoners (volkstelling 2010).